# Scymnus nubilus
Scymnus nubilus es una especie de escarabajo del género Scymnus,  familia Coccinellidae. Fue descrita científicamente por Mulsant en 1850.
Se distribuye por Pakistán, India, Bangladés, Sri Lanka, Nepal, Birmania, China y Asia Menor.

## Descripción
La longitud del cuerpo es de 1,5 a 2,0 mm. El peso corporal máximo es de aproximadamente 1,5 mg. Cuerpo pequeño, alargado y moderadamente convexo. Cuerpo marrón oscuro ventral y densamente cubierto de pelos finos, cortos, transparentes y amarillentos. Cabeza de color marrón claro a marrón oscuro. Los ojos son grandes y marrones. Antenas pequeñas y segmentadas. Pronoto marrón oscuro, en el que la parte media es mucho más oscura, los márgenes anteriores son marrones rojizos. Élitros principalmente de color amarillento a marrón rojizo. Hay una franja de color marrón oscuro a negro desde el margen basal de los élitros.